# شرکت منابع طبیعی اوراسیا
شرکت منابع طبیعی اوراسیا (به انگلیسی: Eurasian Natural Resources Corporation) شرکت استخراج معادن بریتانیایی-قزاقستانی و چندملیتی است، که در زمینه پردازش فلزات، بازاریابی انرژی و ارائه خدمات لجستیکی فعالیت می‌کند.
شرکت منابع طبیعی اوراسیا در سال ۱۹۹۴ و در پی اجرای فرایند خصوصی‌سازی در کشور قزاقستان، تأسیس شد و در حال حاضر دارای عملیات در کشورهای برزیل، موزامبیک، زیمبابوه، مالی، جمهوری دموکراتیک کنگو، روسیه، جمهوری خلق چین، آفریقای جنوبی و قزاقستان می‌باشد.
دفتر مرکزی این شرکت در شهر لندن، بریتانیا قرار دارد و بخشی از سهام آن در بازارهای بورس لندن و بورس قزاقستان معامله می‌شود.